# Transport à la demande au Luxembourg
Au Luxembourg, divers services de transport à la demande couvrent le pays, en complément des offres de transports régulières comme le RGTR.
Plusieurs City-Bus fonctionnent ainsi selon ce principe, tout comme le service nocturne Nightrider ou encore le service Call-a-bus mis en place par les autobus de la ville de Luxembourg et qui est similaire à Adapto. L'article ci-présent se concentre sur les trois services couvrant au moins la moitié du pays et qui ne sont ni des City-Bus, ni des Nightbus : Adapto, Bummelbus et Mobibus.
La mise en place de la gratuité nationale des transports le 29 février 2020 ne concerne pas le Bummelbus.

## Adapto
Le service Adapto est un service de transport à la demande mis en place par le ministère de la Mobilité et des Travaux publics afin de permettre aux personnes qui ne peuvent se déplacer dans des bus classiques ou en voiture pour des raisons diverses (malvoyants, déficiences mentales, nécessité d'être sous assistance respiratoire, etc.) de pouvoir se rendre d'un point à un autre dans tout le grand-duché.
Le service avait été lancé le 1er mai 2007 sous le nom Novabus à titre expérimental, un tel service était jusque-là inexistant au grand-duché, pérennisé et intégré au système national des transports en mai 2008 et enfin renommé Adapto en avril 2015,.
Le service est assuré à l'aide de minibus aménagés (rampe pour fauteuils par exemple) par 26 transporteurs agréés (Sales-Lentz, Vandivinit, Carbon Novabus, etc.) tous les jours de 7 à 22 h (minuit les vendredis et samedis soir).
Le service devient gratuit le 29 février 2020, après une polémique sur la volonté du gouvernement de conserver un accès payant au contraire des autres réseaux du pays tandis qu'une centrale de réservation nationale et un meilleur contrôle des demandes d'accès au service sont instaurés.

## Bummelbus
Le service Bummelbus est un service de transport à la demande couvrant depuis 2001 43 communes du nord du grand-duché, région caractérisée par sa ruralité et sa faible densité de population, en complément des offres de transport en commun régulières, pour des trajets de 10 à 35 km maximum, essentiellement à l'intérieur d'une commune ou vers les communes voisines,. Le service est assuré du lundi au vendredi de 6 h 30 à 21 h 15, et le samedi jusqu'à 17 h 15.
Le lancement du service, créé à l'initiative du Forum pour l'emploi, fut entaché par une accusation d'activités illicites par la FLEAA, qui affirme que le Bummelbus est exploité sans autorisation,.
La tarification est kilométrique, le coût d'un trajet pour un adulte pouvant ainsi varier de 2 à 7 €.

## Mobibus
Le service Mobibus, nommé CAPABS (Transport complémentaire d'accessibilité pour personnes à besoins spécifiques) jusqu'au 31 juillet 2022, est assuré par deux opérateurs assermentés par le ministère de la Mobilité et des Travaux publics (le Bureau central de la coopérative Luxembourg (BCCL) et Carbon G) afin d'assurer les transports de certaines personnes vulnérables ou ayant des besoins spécifiques vers les lieux suivants :
- centres d'éducation différenciée et de logopédie ;
- structures spécialisées à l'étranger ;
- ateliers protégés (établissement de formation ou lieu de travail) ;
- centres de soins spécialisés.

Les grands principes de ce service sont régis par une charte signée en 2016 par plusieurs ministres (Développement durable et infrastructures, Famille, Intégration et Grande Région, Éducation Nationale, Enfance et Jeunesse et Travail, emploi et économie sociale et solidaire).
Le changement de nom s'est accompagnée d'une refonte du système de réservation, désormais via une application smartphone, marquée par divers couacs tels des retards récurrents ou des personnes non prises en charge.